# Ectostroma iridis
Ectostroma iridis är en svampart som först beskrevs av Christian Gottfried Ehrenberg, och fick sitt nu gällande namn av Elias Fries 1823. Ectostroma iridis ingår i släktet Ectostroma, divisionen sporsäcksvampar och riket svampar.  Arten är reproducerande i Sverige. Inga underarter finns listade i Catalogue of Life.